# Otranto
Otranto város Olaszország Puglia régiójában, Lecce megyében. Hírnevét az itt tenyésztett lófajtának (murgese) is köszönheti.

## Fekvése
A város a Salentói-félsziget keleti partján fekszik, Dél-Olaszországban. A város közigazgatási határán belül elterülő Otrantói-fok Olaszország legkeletebbi pontja. A város nyolc másik európai fővároshoz közelebb fekszik, mint Rómához, ezek: Tirana, Athén, Szkopje, Podgorica, Pristina, Szófia, Szarajevó, Belgrád. A róla elnevezett Otrantói-szoros itt a legszűkebb, mindössze 71 km-nyi vízfelület választja el az albániai Vlora városától, egyben az Adriai- és Jón-tenger (tágabb értelemben Földközi-tenger határát jelzi. Ennek ellenére kikötője kicsi, jelentéktelen kereskedelmi forgalma van.

## Történelme

### A középkorig
A mai város az ókori Hydrus vagy Hydruntum területén fekszik, melyet görög telepesek alapítottak. A római időkben Calabria provincia egyik városa és talán legfontosabb kikötője volt Brundisium (mai Brindisi) mellett. Kikötőjét a római hadsereg is használta, mert közelebb volt Illyricum provinciához, mint Brundisium kikötője.
A 8. században a Beneventói Hercegség szerezte meg. Az utolsó bizánci fennhatóság alatt álló városok egyike volt, a normannoknak csak 1068-ban sikerült elfoglalniuk. A középkorban a Tarantói Hercegség része volt és fontos település zsidó iskolával.
Hírnevét az 1480-as csatának köszönheti, amikor az Ahmed pasa által vezetett török flotta ostrom alá vette és elfoglalta a várost. A csatában a törökök több, mint 12 000 embert mészároltak le. A törökök kiválasztottak 800 lakost, felvitték Minerva hegyére és ultimátumot adtak, vagy áttérnek az iszlám hitre, vagy lefejezik őket. A mártírok koponyái és csontjai a mai napig is az otrantói katedrális falait díszítik.  A pápa kereszteshadjáratot hirdetett Otranto felszabadítására és az I. Ferdinánd nápolyi király vezetése alatt álló keresztény hadseregnek (melyben Hunyadi Mátyás csapatai is részt vettek) sikerült 1481-ben visszafoglalnia a várost. Ezek után Otrantónak nem sikerült visszanyernie egykori jelentőségét (Otrantói expedíció).

### Újkor
1537-ben a híres török kalóznak Barbarossának sikerült elfoglalnia Otrantót és erődjét, de rövid időn belül kiűzték őket.
1804-ben a franciák költöztették a város kikötőjébe egyik flottájukat, hogy az felügyelje az angol hajóhad földközi-tengeri mozgásait. Ebben az időben Otrantót hercegségi rangra emelték a Nápolyi Királyságon belül. Az első herceg Joseph Fouché, Napóleon sógora rendőrminisztere volt (1809-ben).

#### Az első világháborúban
Az első világháború során a város közelében, az Otrantói-szorosban több heves csatát vívtak egymással az antant- és a központi hatalmak, illetve elsősorban az osztrák-magyar és olasz fél. A Császári és Királyi Haditengerészet – együttműködve a Német Birodalom tengerészetével – a szoroson át kívánt tengeralattjárókat juttatni a Földközi-tengerre, hogy zavarják az antant hajóinak közlekedését. Ennek megakadályozására az antant tengeri védőzárat épített ki.
A szorosban a tengeri csatákon kívül lejátszódott még egy nagyon fontos evakuálási hadművelet is, erre menekítették ki a szerb és montenegrói hadsereget 1915-16-ban a központi hatalmaktól elszenvedett vereségük után. A fontos átjáró ellenőrzésének birtoklásáért 4 csata zajlott, amelyből az elsőben szerény antant, a másodikban szintén kismértékű osztrák-magyar, a harmadikban mint a legnagyobb mediterránumban zajló csata során jelentékeny német-osztrák-magyar győzelem született Horthy Miklós vezetésével. A negyedik otrantói csata során elsüllyesztették a legnagyobb k.u.k csatahajót, az SMS Szent Istvánt.

## Népessége
A népesség számának alakulása:

## Látnivalók
- Castello Aragonese – a város erődítményét II. Frigyes építette, majd I. (Aragóniai) Alfonz 1485-1498 között újjáépítette.
- Katedrális (Duomo) – 1088-ban épült, majd I. Roger 1163-ban kibővítette. Figyelemreméltó látnivalói a padlómozaik, valamint a rózsaablak. A katedrálishoz csatlakozik egy kolostor és egy könyvtár épülete. A katedrálist négy másik apúliai románkori katedrálissal együtt (Bari, Bitonto, Molfetta, Troia) világörökségi helyszínnek javasolnak.
- San Pietro templom bizánci freskókkal
- a Torre Pinta katakombák